# Berlin Hackescher Markt

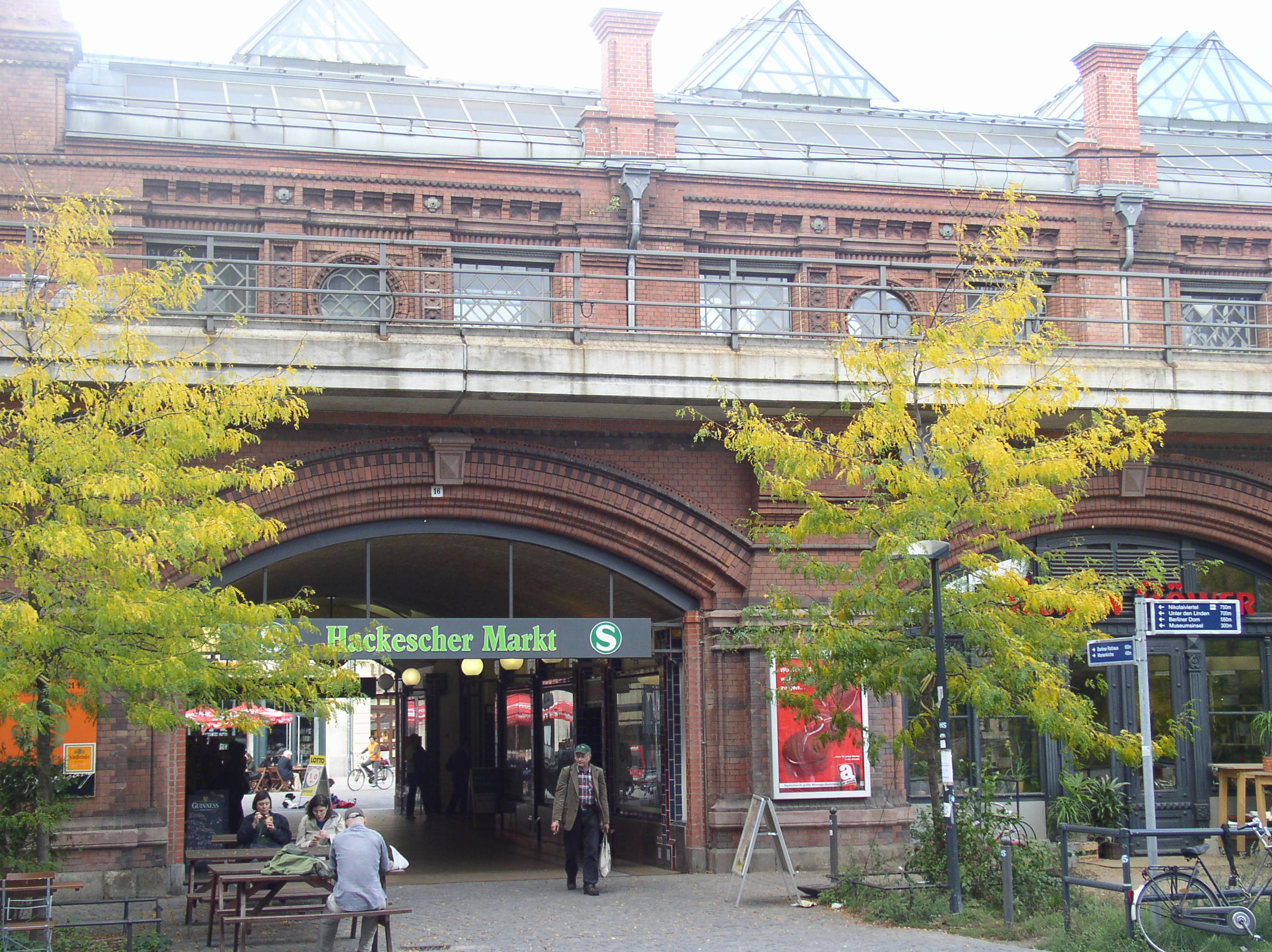
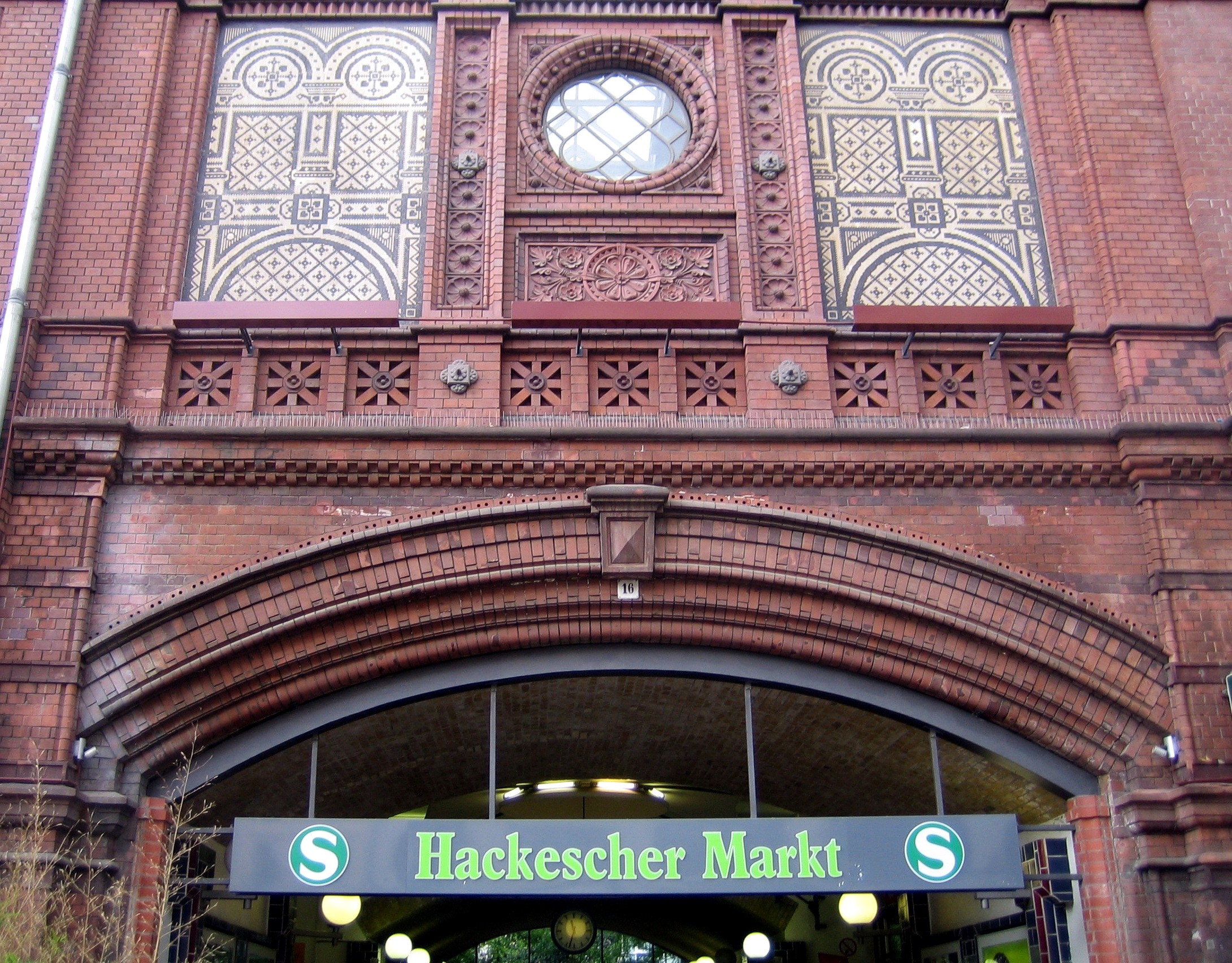
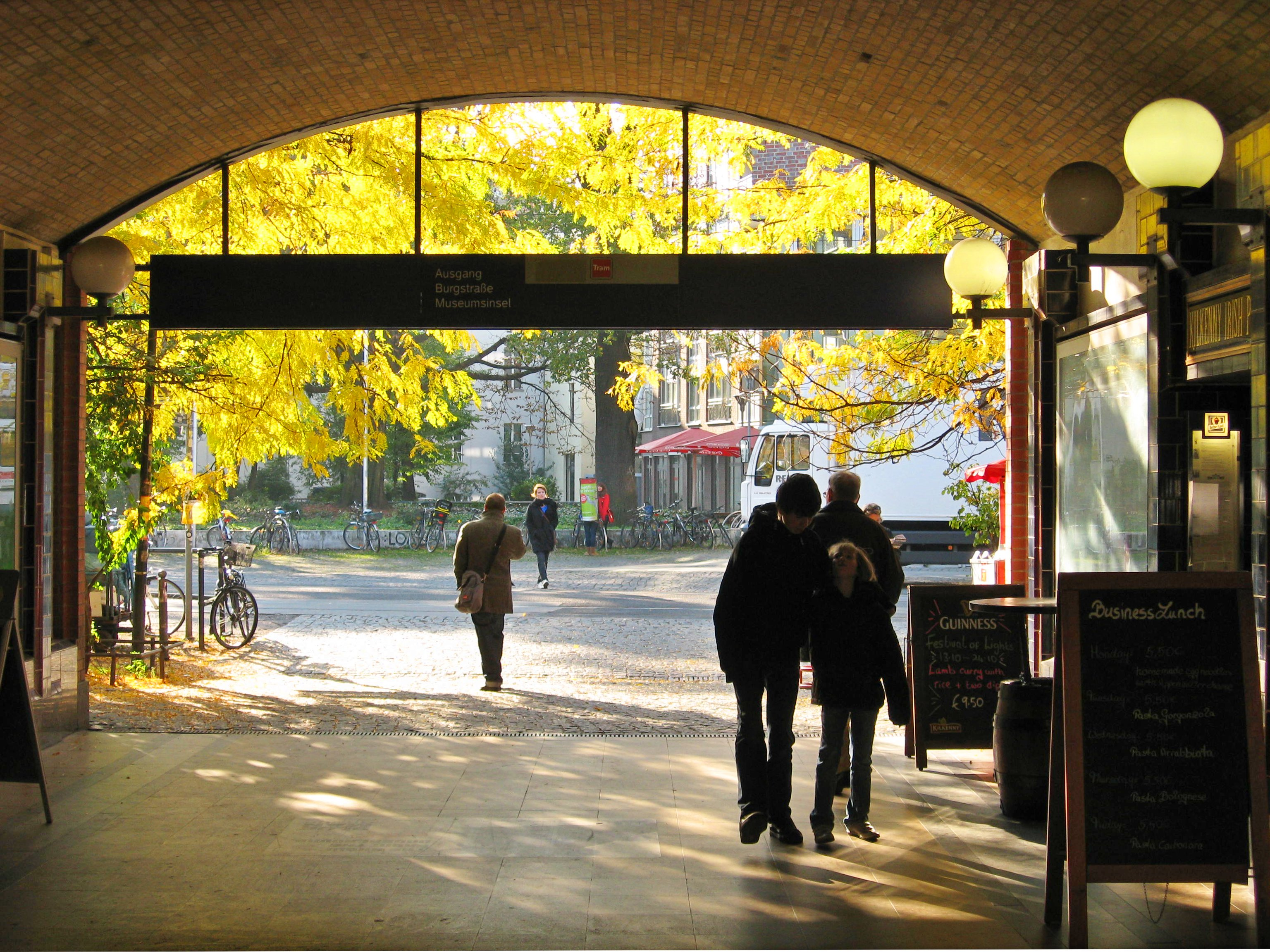
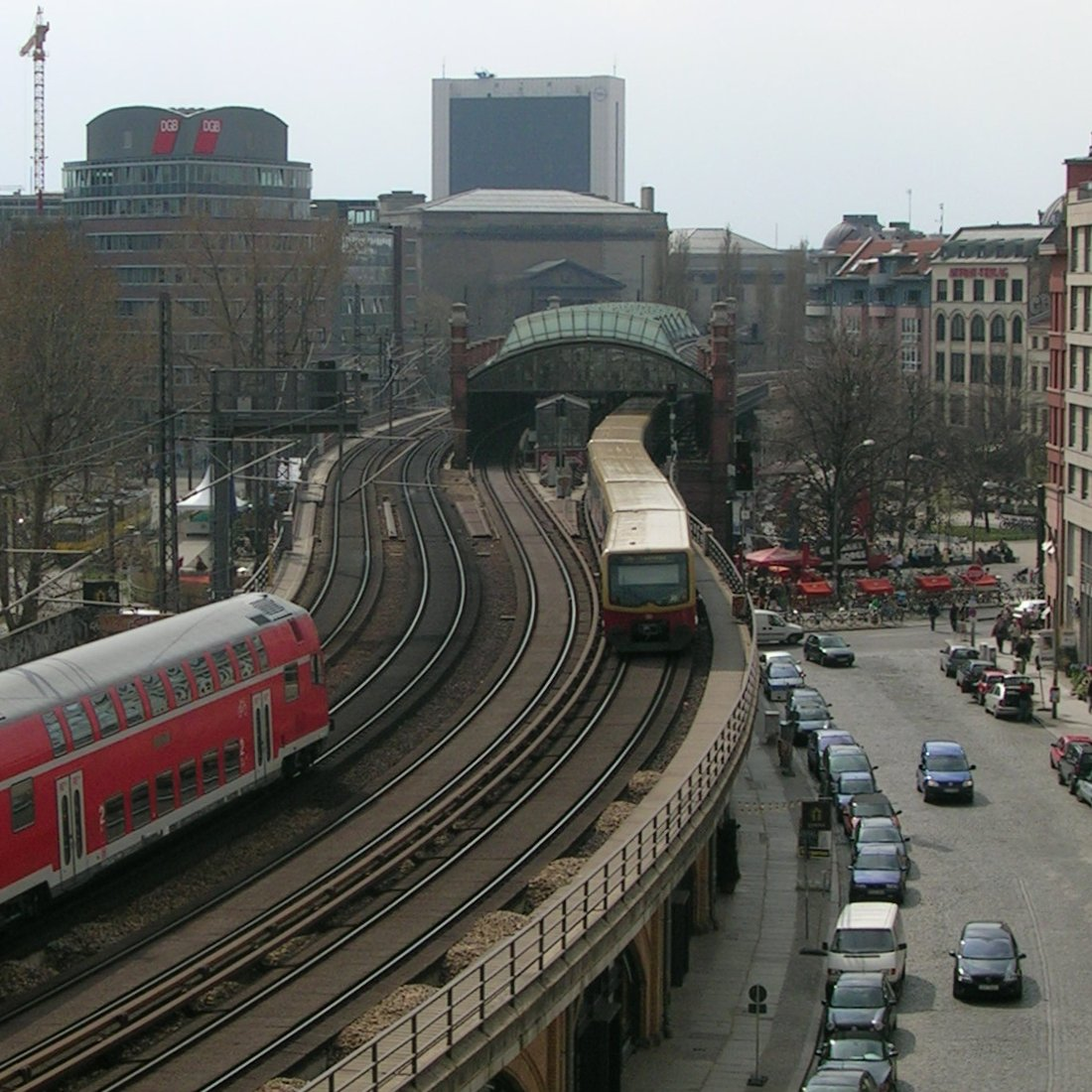
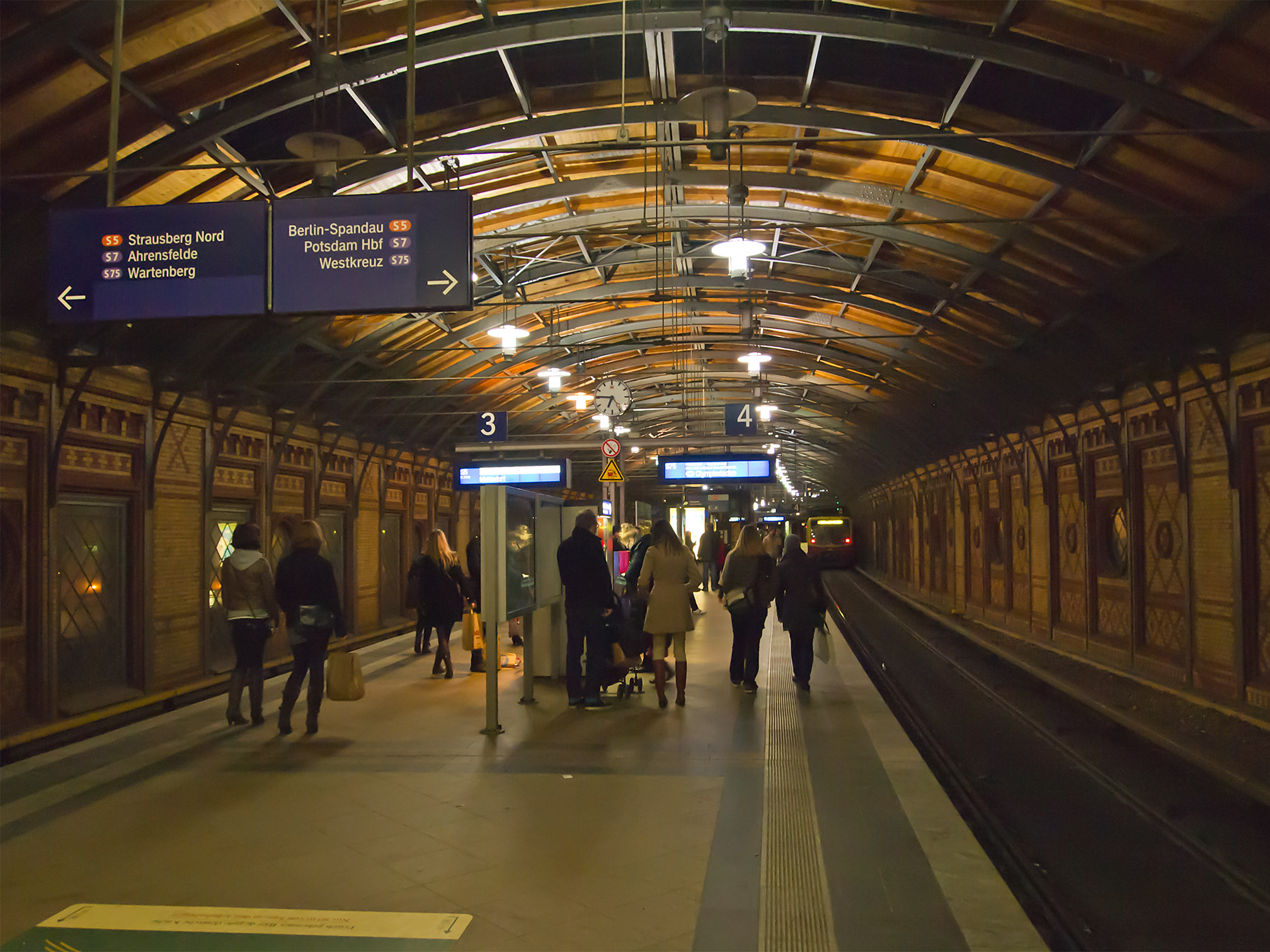
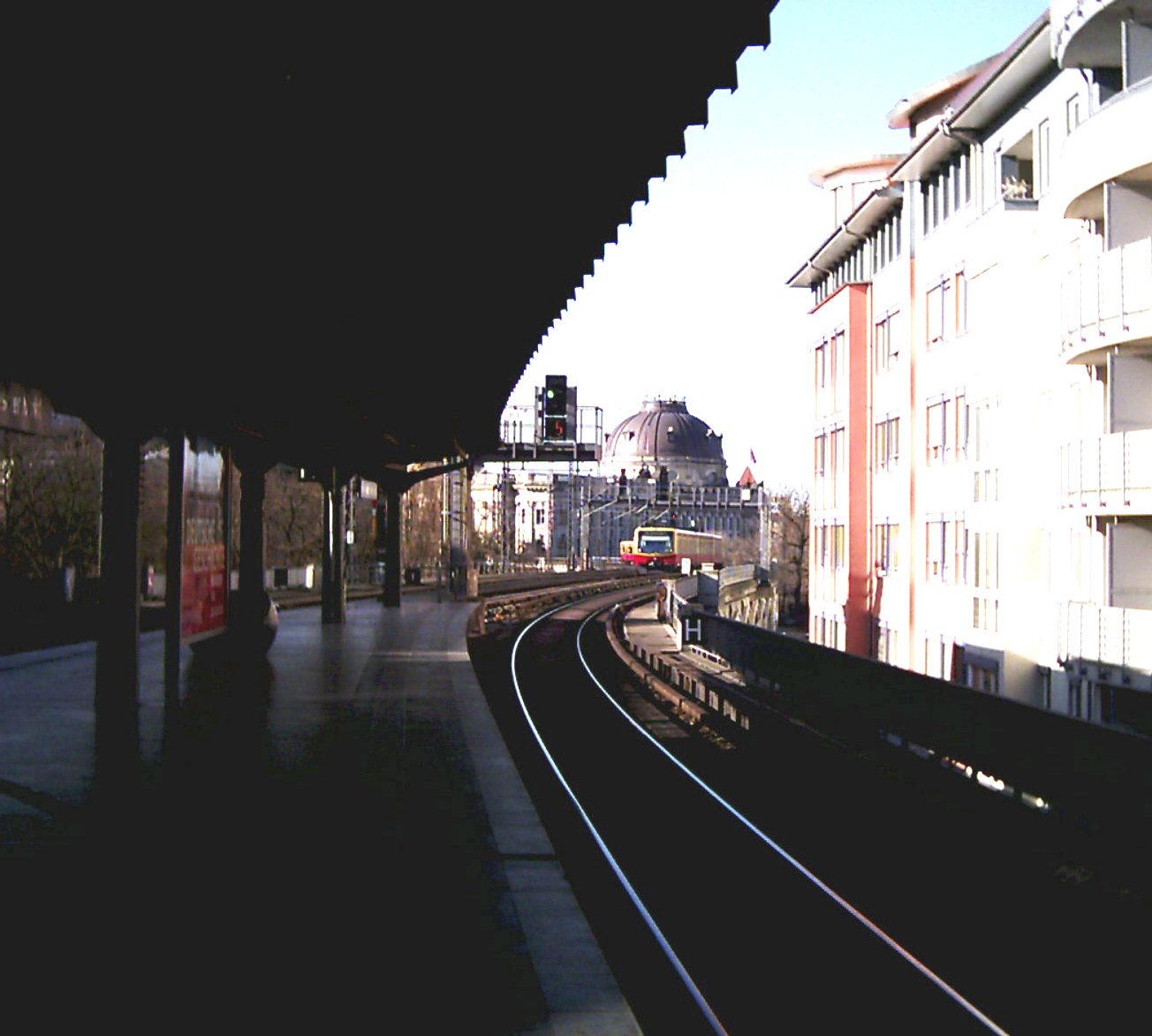

Berlin Hackescher Markt – przystanek kolejowy w Berlinie, w Niemczech. Znajduje się tu 1 peron.